# اس‌ام یو-۷۷
اس‌ام یو-۷۷ (به انگلیسی: SM U-77) یک زیردریایی بود که طول آن ۵۶٫۸ متر (۱۸۶ فوت ۴ اینچ) و ارتفاع آن ۸٫۲۵ متر (۲۷ فوت ۱ اینچ) بود. این زیردریایی در سال ۱۹۱۶ ساخته شد.